# Abou Yahya ben Iguit El Hintati
 (avril 2025).
Motif : Absence de sources secondaires centrées, un seul lien interwiki qui retraduit uniquement l'article.
- Archive Wikiwix
- Bing
- Cairn
- DuckDuckGo
- E. Universalis
- Gallica
- Google
- G. Books
- G. News
- G. Scholar
- Persée
- Qwant
- (zh) Baidu
- (ru) Yandex
- (wd) trouver des œuvres sur Wikidata

| 1. | Préciser le motif de la pose du bandeau. | Précisez le motif de la pose du bandeau en utilisant la syntaxe suivante : {{admissibilité à vérifier\|date=avril 2025\|motif=remplacez ce texte par le motif}}                                      |
| 2. | Informer les utilisateurs concernés.     | Pensez à avertir le créateur de l'article, par exemple, en insérant le code ci-dessous sur sa page de discussion : {{subst:avertissement admissibilité à vérifier\|Abou Yahya ben Iguit El Hintati}} |

Abou Yahya ben Iguit El Hintati est un chef berbère masmouda originaire de la tribu Hintata dans le Haut Atlas marocain. Il est membre du Conseil des Dix,, instance suprême du mouvement almohade. 

#### Francophone
- Ernest Mercier, Histoire de l'Afrique septentrionale (Berbérie) depuis les temps les plus reculés jusqu'à la conquête française (1830), Paris, Ernest Leroux, 1894, 477 p. (lire en ligne).
- Ahmed ben Khâled Ennâsiri Esslâoui. (trad. de l'arabe par Ismaël Hamet), Kitâb Elistiqsâ li-Akhbâri doual Elmâgrib Elaqsâ [« Le livre de la recherche approfondie des événements des dynasties de l'extrême Magrib »], vol. XXXII : Les Almohades, Paris, Librairie Honoré Champion, coll. « Archives marocaines », 1927, 283 p. (lire en ligne)